# Venatrix roo
Venatrix roo är en spindelart som beskrevs av Volker W. Framenau och Vink 200. Venatrix roo ingår i släktet Venatrix och familjen vargspindlar.
Artens utbredningsområde är Sydaustralien. Inga underarter finns listade i Catalogue of Life.